# Kírovo (Penza)
|  | Per a altres significats, vegeu «Kírovo». |

Kírovo (Кирово en rus) - és un poble de l'óblast de Penza, a Rússia, que en el cens del 2010 tenia 684 habitants.